# Alessandra Mussolini
Pour les articles homonymes, voir Mussolini (homonymie).
Alessandra Mussolini, née le 30 décembre 1962 à Rome (Italie), est une femme politique italienne. Dans les années 1970 et 1980, elle est également actrice, mannequin et chanteuse.
Petite-fille de Benito Mussolini, elle est parlementaire sans discontinuer pendant 27 ans, comme députée (1992-2004 et 2008-2013), sénatrice (2013-2014) et députée européenne (2004-2008, 2014-2019 et 2022-2024).

## Biographie

### Origines et vie privée
Elle est la fille d'Anna Maria Scicolone, sœur cadette de Sophia Loren, et de Romano Mussolini, pianiste de jazz, troisième fils de Benito Mussolini et de Rachele Guidi, décédé en février 2006. Elle est mariée à Mauro Floriani depuis 1989 et est mère de trois enfants : Caterina, Clarissa et Romano.

### Carrière professionnelle
Après avoir présenté l'édition 1981-1982 du célèbre show dominical, Domenica In (littéralement Dimanche dans…, il s'agit de plusieurs émissions étalées sur toute la journée), elle se lance dans une carrière cinématographique, aidée par sa tante, Sophia Loren. Elle apparaît dans plusieurs films, dont le plus connu est Une journée particulière d'Ettore Scola, mais le scandale suscité par son apparition dans le numéro d'août 1983 du magazine Playboy, n'aide pas sa carrière d'actrice. Après le film Sabato, domenica e lunedi (Samedi, dimanche et lundi), elle décide de se retirer du monde du spectacle pour reprendre ses études de médecine.
Elle a aussi fait un 33 tours sur lequel on trouve ses chansons sorties uniquement au Japon, l'album Amore.
En 2020, elle participe à la 15e saison de l'émission Ballando con le stelle.

### Parcours politique

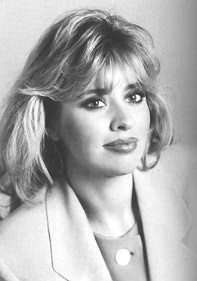
Alessandra Mussolini en 1994.

Après avoir obtenu son diplôme de médecine, Alessandra Mussolini s'oriente rapidement vers la politique. La journaliste Myriam Amara indique qu'elle n'a « jamais caché la dévotion qu'elle porte à son grand-père », « au point qu’elle s’est mariée un 28 octobre, anniversaire de la Marche (des Chemises noires fascistes) sur Rome », et qu'« elle a passé sa nuit de noces à Predappio, ville natale du Duce, dans le lit de celui-ci ». Elle déclare notamment que, si elle devait avoir un fils, elle l’appellerait « Benito, comme papi », et indique qu'elle porte plainte contre ceux qui publient des messages « offensants » à l'égard de son grand-père sur les réseaux sociaux.
Elle est élue députée de Naples-Caserte en 1992, sous l'étiquette Mouvement social italien – Droite nationale (MSI). L'année suivante, elle est candidate à la mairie de Naples, mais est battue au second tour des municipales par le candidat de la gauche Antonio Bassolino. Elle est ensuite réélue députée, en 1994, 1996 et 2001, dans la 1re circonscription de la Campanie.

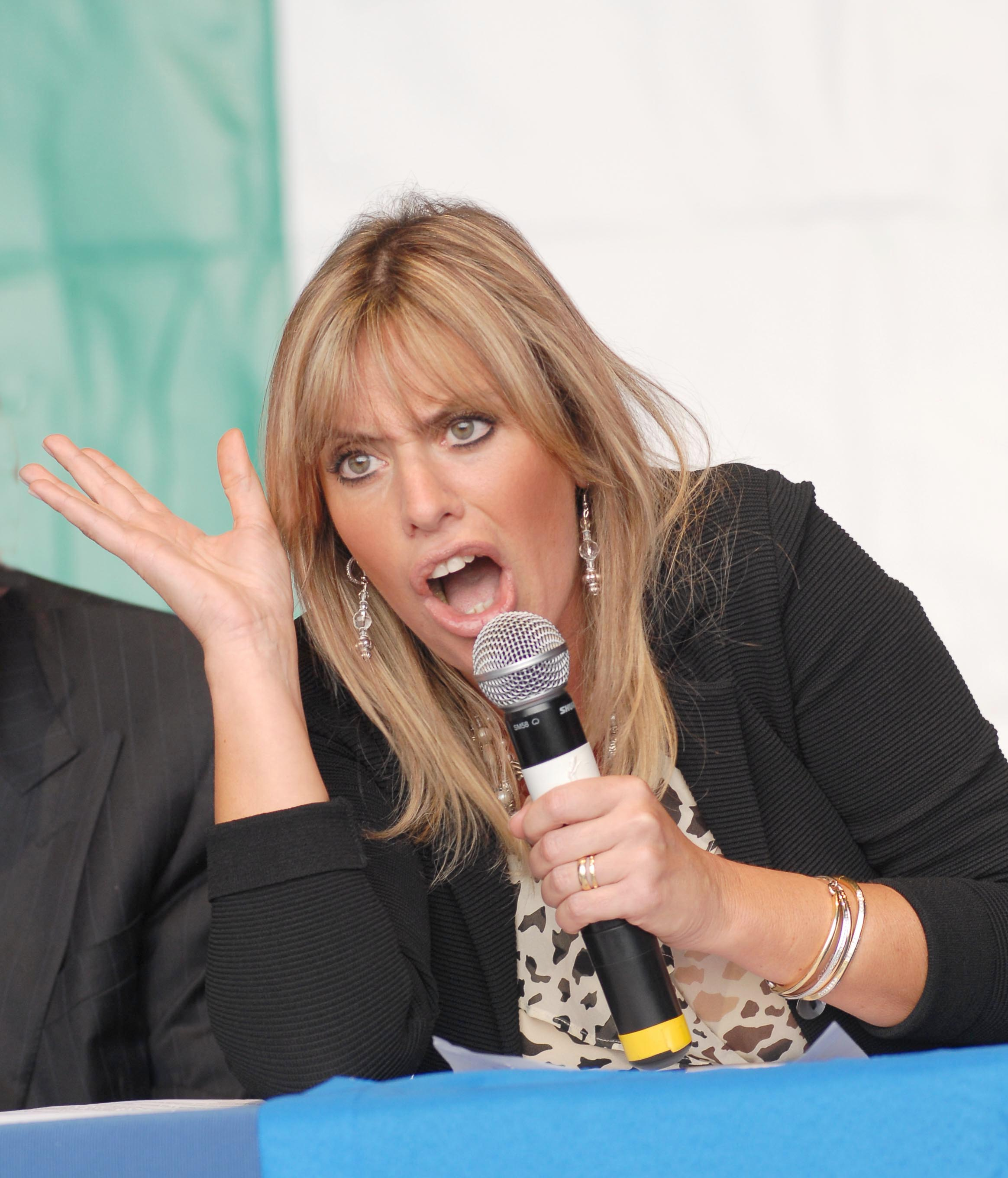
Alessandra Mussolini en 2007.

Le MSI devient en 1994 l'Alliance nationale (AN). Alessandra Mussolini manifeste par la suite son désaccord avec le chef de ce parti, Gianfranco Fini, vice-président du gouvernement de coalition dirigé par Silvio Berlusconi. Rejetant la ligne politique de l'Alliance nationale, qui, selon son point de vue, jette aux orties l'« héritage mussolinien » (Gianfranco Fini ayant décrit le fascisme comme un « mal absolu »), elle démissionne du parti en novembre 2003 et ne tarde pas à créer l'Alternative sociale (Alternativa Sociale con Alessandra Mussolini), étiquette sous laquelle elle obtient 1,23 % des voix aux élections européennes de 2004 et un siège de député, le sien, au Parlement européen. Après avoir siégé chez les non-inscrits, elle intègre en 2007 le groupe Identité, tradition, souveraineté (ITS), présidé par le Français Bruno Gollnisch. Mais quelques mois plus tard, à la suite d'un amalgame de sa part entre délinquants roms originaires de Roumanie et roumains, les cinq députés européens du Parti de la Grande Roumanie appartenant au groupe ITS le quittent, ce qui entraîne sa dissolution pour cause de manque d'effectifs.
Son éviction — puis sa réadmission — aux élections régionales de 2005, à la suite d'une décision du Conseil d'État italien, après des allégations de fraude de signatures lors de la présentation des listes, lui permet de défendre ses couleurs dans le Latium (en sus de la Campanie). Lors du scrutin, Alessandra Mussolini obtient 1,9 % des voix dans le Latium et en Campanie avec sa liste Alternative sociale. Après la fin de son alliance avec Forza Nuova, son mouvement reprend le nom d'Action sociale et adhère au Peuple de la liberté (PdL) de Silvio Berlusconi.
Elle est à nouveau élue députée dans la 1re circonscription de la Campanie à l’issue des élections générales de 2008. Pour cause de cumul des mandats, elle démissionne de son mandat au Parlement européen, étant remplacée par Roberto Fiore, dirigeant de Forza Nuova.
En 2011, elle considère le refus du Brésil d'extrader Cesare Battisti comme « une grave offense à l'Italie et à l'amitié entre les deux pays ». La même année, elle apporte son soutien à Luca Mongelli dans le cadre de son mandat de présidente de la commission parlementaire bicamérale de l’enfance. Avec Domenico Scilipoti et les députés de la Ligue du Nord, elle est la seule élue du PdL à ne pas voter la confiance au gouvernement Monti le 18 novembre 2011. Elle rejoint Forza Italia lors de son re-lancement par Silvio Berlusconi, en 2013.
Elle est réélue députée européenne lors des élections européennes de 2014. Comme les autres élus de Forza Italia, elle siège au sein du groupe du Parti populaire européen (PPE). À la fin de l’année 2016, elle siège pendant quelques jours chez les non-inscrits, estimant que le PPE est sous « domination allemande », faisant notamment référence au soutien du ministre des Finances allemand Wolfgang Schäuble au camp du « oui » pour le référendum constitutionnel italien de 2016 proposé par le président du Conseil des ministres Matteo Renzi, alors que Forza Italia défend le « non ». Aussi, elle dénonce les prises de position du PPE concernant l'immigration ou encore la Russie. Malgré ses critiques, elle réintègre rapidement le groupe du PPE.
Alessandra Mussolini quitte le Parlement européen à la suite des élections de 2019, après avoir été parlementaire (nationale ou européenne) pendant 27 ans. En dépit de déclarations où elle prétend vouloir abandonner la politique, Alessandra Mussolini est à nouveau élue eurodéputée à la faveur de la réattribution du siège d'Antonio Tajani, devenu ministre.

## Filmographie
- 1972 : Une bonne planque (Bianco rosso e...)
- 1977 : Une journée particulière
- 1982 : Il caso Pupetta Maresca (téléfilm) (L'affaire Pupetta Maresca)
- 1983 : Il tassinaro
- 1984 : Aurora (Qualcosa di biondo)
- 1985 : The Assisi Underground
- 1985 : Enquêtes à l'italienne (série italienne avec Renzo Montagnani), épisodes Le Secret de la tarte du chef et L'Énigme du fleuve
- 1986 : Ferragosto O.K. (téléfilm)
- 1987 : Noi uomini duri (Nous les hommes durs)
- 1988 : Vincere per Vincere (téléfilm) (Vaincre pour Vaincre)
- 1990 : Derech L'Ein Harod, Ha
- 1990 : Samedi, dimanche et lundi (Sabato, domenica e lunedì) de Lina Wertmüller
- 1994 : Trilogia del Fascismo II: Nel nome del Duce (documentaire) (Trilogie du Fascisme II : Au nom du Duce)
- 2003 : Sabine Christiansen Basta Italia! Mehr als ein Sommertheater? (talk-show)